# Cryptoheros spilurus
Cryptoheros spilurus – endemiczny gatunek słodkowodnej ryby z rodziny pielęgnicowatych (Cichlidae). Bywa hodowany w akwariach. Pierwsze egzemplarze pojawiły się na terenie Holandii w 1965 roku, skąd rozpowszechnione zostały na Europę. W Polsce proponowano nazwę pielęgnica Cuttera.

## Występowanie
Zasiedla tropikalne rzeki i jeziora w Ameryce Centralnej (Belize, Gwatemala, Honduras, Nikaragua).

## Charakterystyka
Zewnętrznie z wyglądu jest dość podobna do pielęgnicy zebra. Barwa ciała zmienna, zależna od nastroju ryby. Podstawowy kolor zielonkawy, przez ciało przebiega 8–9 poprzecznych ciemnych pręg. Skrzela połyskują w kolorze żółtozielonym. 
Dorasta do 12 cm długości.

## Dymorfizm płciowy
Samiec ma płetwę grzbietową i odbytową ostro zakończoną i wydłużoną. Samica mniejsza, na płetwie grzbietowej widoczna jest czarnogranatowa plama. W okresie rozmnażania samiec przybiera intensywne, ciemne kolory. Samica w kolorze beżowym z pionowymi, wyraźnymi pasami. Na jej płetwach i pysku uwidacznia się turkusowy połysk.

## Wymagania hodowlane
| Zalecane warunki w akwarium | Zalecane warunki w akwarium |
| --------------------------- | --------------------------- |
| Zbiornik                    |                             |
| Temperatura wody            | 22–24°C                     |
| Twardość wody               | średnia, do 15°n            |
| Skala pH                    | ok. 7                       |
| pokarm                      | wszystkożerna               |
| Uwagi                       |                             |

Ryba spokojna, nie niszczy roślin. Terytorialna tylko w okresie tarła.  

## Rozmnażanie
Ikra składana jest na różnych przedmiotach począwszy od większych kamieni, poprzez liście, korzenie, a nawet w grotach.
W okresie tarła woda powinna mieć 27–28 °C. Obowiązek opieki nad ikrą spoczywa na samicy, samiec w tym czasie krąży w pobliżu, odpędzając inne ryby. Po wylęgnięciu się narybku, co następuje po ok. 4 dniach, samica przenosi młode do wcześniej przygotowanego dołka, gdzie przebywają przez kolejne 4–5 dni, po których młode ryby zaczynają pływać za pożywieniem. Pierwszym ich pokarmem są wrotki, larwy oczlików. Po 3–4 tygodniach ryby zaczynają się wybarwiać.